# Bulbophyllum umbonatum
Bulbophyllum umbonatum là một loài phong lan thuộc chi Bulbophyllum.